# بن وودبرن
بنجامین "بن" وودبرن (انگلیسی: Benjamin "Ben" Woodburn؛ زادهٔ ۱۵ اکتبر ۱۹۹۹) بازیکن فوتبال اهل ولز است که به صورت قرضی برای اکسفورد یونایتد بازی می کند.

## باشگاهی
از باشگاه‌هایی که در آن بازی کرده‌است می‌توان به لیورپول، شفیلد یونایتد و آکسفورد یونایتد اشاره کرد.